# شماره هفده
شماره هفده (انگلیسی: Number Seventeen) فیلمی در ژانر دلهره آور و کمدی به کارگردانی آلفرد هیچکاک است که در سال ۱۹۳۲ منتشر شد. از بازیگران آن می‌توان به دونالد کالتروپ اشاره کرد.